# Рушайло, Владимир Борисович
Влади́мир Бори́сович Руша́йло (род. 28 июля 1953, Моршанск, Тамбовская область) — советский и российский военный, министр внутренних дел (с 21 мая 1999 по 28 марта 2001) и государственный деятель. Генерал-полковник (1 июля 1999). Герой России (1999). Доктор юридических наук.

## Биография
Владимир Борисович Рушайло родился 28 июля 1953 года в Моршанске Тамбовской области в семье Рушайло Бориса Ефимовича, офицера — политработника радиотехнических войск. Жил по месту службы отца в Рязанской области и Москве.
По окончании в 1970 году московской средней школы поступил в Московский станкоинструментальный институт, однако был отчислен после первого курса в 1971 году и устроился рабочим, а затем лаборантом в московский научно-исследовательский институт. С 1972 года работал в органах внутренних дел.
В 1976 году закончил Омскую высшую школу милиции МВД СССР по специальности «правоведение», а позже — Академию МВД СССР. С 1976 года Рушайло работал на различных должностях в различных подразделениях Московского уголовного розыска. Начинал карьеру в отделе по раскрытию квартирных краж, в 1981 году был переведён в отдел по раскрытию убийств, в 1986 году был назначен на должность заместителя, а в 1988 году — на должность начальника 6-го отдела по борьбе с бандитизмом и организованной преступностью.
В марте 1992 года Владимир Борисович Рушайло был назначен на должность начальника службы по борьбе с организованной преступностью ГУВД Москвы, а затем — на должность начальника Регионального управления по организованной преступности (РУОП) — Регионального управления по борьбе с организованной преступностью (РУБОП) по городу Москве и одновременно на должность заместителя начальника Главного управления по борьбе с организованной преступностью (ГУБОП) МВД России.
В октябре 1996 года Рушайло был назначен на должность первого заместителя начальника ГУОП МВД России, после чего 22 октября этого же года дал внеочередную пресс-конференцию, на которой заявил, что у него «не сложились отношения» с первым заместителем министра внутренних дел Валерием Петровым, которого Рушайло назвал непорядочным и ведущим себя нечестно человеком. После этого заявления Владимир Борисович был снят с должности и зачислен в резерв МВД приказом министра внутренних дел генерала армии А. С. Куликова. Вскоре был назначен на должность советника по юридическим вопросам и безопасности председателя Совета Федерации Федерального Собрания Российской Федерации Е. С. Строева.
Указом президента Российской Федерации от 9 мая 1998 года Рушайло был назначен заместителем министра внутренних дел Российской Федерации.
Указом президента Российской Федерации от 21 мая 1999 года Рушайло был назначен министром внутренних дел Российской Федерации, а Постановлением Правительства Российской Федерации от 31 мая 1999 года был включён в состав Президиума Правительства Российской Федерации, а в июне 1999 года стал членом Совета Безопасности Российской Федерации.
С августа 1999 года участвовал в руководстве боевыми операциями федеральных войск против вооружённых бандформирований на территории Дагестана и Чечни.
«Закрытым» указом президента Российской Федерации от 27 октября 1999 года за мужество и героизм, проявленные при выполнении специального задания, генерал-полковнику Владимиру Борисовичу Рушайло присвоено звание Героя Российской Федерации с вручением медали «Золотая Звезда» (№ 507).
Впервые о присвоении звания Героя Российской Федерации В. Б. Рушайло заявил журналист и депутат Государственной Думы Ю. П. Щекочихин в «Новой газете» в 2003 году, а официальная информация появилась только в 2008 году на сайте Совета Федерации. Из анализа доступной информации некоторые исследователи делают вывод, что Указ был подписан президентом РФ Б. Н. Ельциным 27 октября 1999 года.
В январе 2001 года стал членом Оперативного штаба по управлению контртеррористическими действиями на Северном Кавказе.
Указами президента Российской Федерации от 28 марта 2001 года Рушайло был освобождён от должности министра внутренних дел Российской Федерации и назначен секретарём Совета безопасности Российской Федерации.
9 сентября 2002 года Рушайло на трассе Петропавловск-Камчатский — Елизово попал в дорожно-транспортное происшествие, в результате которого погибло пять человек, среди них три сотрудника ФСБ России, ещё девять человек получили ранения, в том числе губернатор Камчатской области М. Б. Машковцев и председатель областного Совета народных депутатов Н. Я. Токманцев. За рулём машины сопровождения В. Б. Рушайло находился  сотрудник Управления ФСБ России по Камчатской области старший прапорщик В. В. Шаталин, спасший Рушайло жизнь, приняв на себя удар встречного джипа. Вскоре старшему прапорщику Шаталину было посмертно присвоено звание Героя Российской Федерации.
Указом президента Российской Федерации от 9 марта 2004 года Рушайло был освобождён от должности секретаря Совета безопасности Российской Федерации, а 14 июня был назначен на должность председателя исполкома — исполнительного секретаря СНГ, с которой был освобождён 5 октября 2007 года.
5 декабря 2007 года депутатами Архангельского областного Собрания Рушайло был избран членом Совета Федерации от Архангельской области: из 54 голосовавших депутатов 42 отдали голос за Рушайло, 10 — против, а 2 бюллетеня были признаны недействительными. Постановлением Совета Федерации от 7 декабря 2007 года его полномочия были подтверждены, после чего Рушайло стал членом Комитета Совета Федерации по правовым и судебным вопросам и членом Комиссии Совета Федерации по вопросам развития институтов гражданского общества.
22 августа 2008 года был избран президентом Института международного права и экономики имени А. С. Грибоедова, 13 мая 2010 года был назначен на должность специального представителя президента Российской Федерации по развитию отношений с Кыргызстаном, а 30 октября 2013 года — на должность вице-президента ОАО «АК „Транснефть“» по безопасности. 7 февраля 2019 года уволен из ПАО «Транснефть» в связи с выходом на пенсию.
6 августа 2014 года указом президента России уволен с военной службы в отставку.

## Личная жизнь
Женат третьим браком. Имеет троих детей. 
- Старший сын Алексей (род. 1976), выпускник Академии ФСБ России, бывший сотрудник СВР России.
- Средний сын Андрей (род. 1980), выпускник Высшей школы милиции.
- Младший сын Илья (род. 1988), сотрудник ФСБ РФ[9][10].

## Звания
Член Совета попечителей Московского английского клуба.

## Награды
- Герой Российской Федерации (27 октября 1999 года);
- Орден «За заслуги перед Отечеством» III степени (2003);
- Орден «За заслуги перед Отечеством» IV степени (2008);
- Орден Мужества (1998);
- Орден Почёта (1998);
- Орден «Знак Почёта» (1986);
- Орден «За личное мужество» (1992)[3];
- Юбилейная медаль «300 лет Российскому флоту» (1996);
- Медаль «В память 850-летия Москвы» (1997);
- Медаль «В память 300-летия Санкт-Петербурга» (2003);
- Медаль «За заслуги в обеспечении национальной безопасности»;
- Медаль «За заслуги в обеспечении международной безопасности»;
- Медаль «200 лет МВД России» (2002);
- Медаль «За доблесть в службе» (МВД России);
- Медаль «За воинскую доблесть» (МВД России);
- Медаль «За укрепление уголовно-исполнительной системы» I степени;
- Медаль «В память 200-летия Минюста России» (2002);
- Медаль Анатолия Кони;
- Медаль «За боевое содружество» (ФСБ России);
- Медаль «За укрепление таможенного содружества»;
- Медаль «За безупречную службу» I степени;
- Медаль «За безупречную службу» II степени;
- Медаль «За безупречную службу» III степени;
- Орден Русской Православной Церкви Святого благоверного князя Даниила Московского III степени;
- Заслуженный работник МВД России;
- Почётный сотрудник МВД;
- Национальная премия имени Петра Великого (2003);
- Командор ордена Заслуг перед Республикой Польша (5 июля 2004 года, Польша) — за выдающийся вклад в развитие польско-российского сотрудничества[12];
- Почётный знак Содружества Независимых Государств (5 октября 2007 года) — за большой вклад в укрепление и развитие Содружества Независимых Государств[13].